# Савицьке
Савицьке — колишнє село в Україні. Містилося в Миргородському районі Полтавської області. 
На 3-версній карті 1860-70-х років позначене як хутір Савицького, також на території села існував хутір без назви.
1982 р. у селі мешкало бл. 20 осіб.
Зняте з обліку рішенням Полтавської обласної ради 23 квітня 2003 року..